# William Lowther (diplomate)
William Lowther (14 décembre 1821-23 janvier 1912) est un diplomate britannique et homme politique conservateur qui siège à la Chambre des communes de 1868 à 1892. 

## Biographie
Lowther est le deuxième fils de l'hon. Henry Lowther et son épouse Lady Lucy Eleanor, fille de Philip Sherard, 5e comte de Harborough. Il fait ses études en privé et au Magdalene College de Cambridge . 
Lowther entre dans le service diplomatique et est attaché non rémunéré à l'ambassade britannique à Berlin de 1841 à 1846, puis attaché rémunéré à l'ambassade de Berlin de 1846 à 1852. Il est secrétaire de la légation à Naples de 1852 à 1858, à Saint-Pétersbourg de 1858 à 1859 et à Berlin de 1859 à 1861. Il est secrétaire de l'ambassade à Berlin de 1861 à 1867 et enfin ministre en Argentine à Buenos Aires de 1867 à 1868 
Après son retour d'Argentine, il décide de construire une nouvelle maison à Londres. Il achète un terrain à Kensington et y érige Lowther Lodge, un exemple de l'architecture de style Queen Anne. Le coût est en partie payé par un legs de son oncle William Lowther (2e comte de Lonsdale), décédé en 1872. Lui et sa femme y ont vécu jusqu'à sa mort en 1912. Il est juge de paix et lieutenant adjoint pour Westmoreland et Cumberland et juge de paix pour Bedfordshire et Suffolk. Il est directeur du London and North Western Railway . 
Aux élections générales de 1868, il est élu député de Westmorland. Il occupe le siège jusqu'en 1885, date à laquelle il est divisé en vertu de la Redistribution of Seats Act 1885. Il est ensuite élu député d'Appleby jusqu'en 1892. 
Il épouse (Charlotte) Alice Parke (décédée en 1908), fille de James Parke (1er baron Wensleydale) le 17 décembre 1853. Ils ont sept enfants, dont James Lowther (1er vicomte Ullswater) (1855-1949), Gerard Lowther (1858-1916) et Sir Cecil Lowther (en) (1869-1940). Lowther est le frère cadet de Henry Lowther (3e comte de Lonsdale). Leur fils James Lowther (1er vicomte Ullswater) vend leur maison à la Royal Geographical Society peu de temps après leur mort . 